# Samogohiri
Samogohiri è un dipartimento del Burkina Faso classificato come comune, situato nella Provincia di Kénédougou, facente parte della Regione degli Alti Bacini.
Il dipartimento si compone del capoluogo e di altri 6 villaggi: Diole, Linguekoro, Lougoua, Saraba, Tingindougou e Todje.